# レンネロート
レンネロート (独: Rennerod)はドイツ連邦共和国 ラインラント＝プファルツ州ヴェスターヴァルト郡にある市。
レンネロート連合自治体 (独: Verbandsgemeinde Rennerod) の行政庁所在地である。